# Hunt-Klasse (1978)
Die Hunt-Klasse ist eine von der britischen Royal Navy seit 1979 eingesetzte Klasse von Minenabwehrfahrzeugen bzw. Minenjagdbooten. Eine sekundäre Aufgabe der Boote ist der Einsatz als Patrouillenboote. Es handelt sich bereits um die dritte Hunt-Klasse der britischen Seestreitkräfte.

## Geschichte
Ende der 1970er Jahre begann man die Royal Navy mit einer neuen Schiffsklasse für die Minenabwehr auszurüsten. Das erste dieser Schiffe war die HMS Brecon, die am 18. Dezember 1979 in Dienst gestellt wurde. Während die Klasse den traditionsreichen Namen Hunt-Klasse erhielt, wurden die 13 Einheiten nach Ortschaften benannt. Die Boote wurden bis auf HMS Cottesmore und HMS Middleton, die bei Yarrow vom Stapel liefen, durch Vosper Thornycroft gebaut.
Einige weitere Staaten übernahmen später gebrauchte Boote vom Vereinigten Königreich. So wurden 2001 zwei Boote von Griechenland erworben. Außerdem kaufte Litauen im November 2008 zwei aufgelegte Boote für ca. 55 Millionen Euro. Diese wurden antriebs-, kommunikations- und waffentechnisch, u. a. durch Thales, grundlegend modernisiert, bevor sie im Laufe des Winters 2010/2011 in ihrem neuen Heimathafen Klaipėda eintrafen. Sie gehören zum litauischen Minenabwehrgeschwader, das den litauischen Anteil des Baltic Naval Squadron bildet. Der offizielle Akt zur Übergabe und Indienststellung beider Schiffe fand am 18. Mai 2013 statt. Sie nahmen aber bereits seit 2011 regulär an verschiedenen Manövern teil.
Aktuell (Stand April 2014) stehen, bis auf HMS Brecon, die als Trainingsschiff in Torpoint beheimatet ist, alle Einheiten im aktiven Dienst bei den Seestreitkräften der drei Länder.

## Technik
Zum Zeitpunkt des Baus waren die Boote der Hunt-Klasse die damals größten je gebauten Boote mit einem Rumpf aus GFK und gleichzeitig die letzte Verwendung des Napier Deltic Dieselmotors. Bei einer Geschwindigkeit von 12 Knoten liegt die Reichweite des Bootes bei 3.000 Seemeilen.
Die Fähigkeiten der verbliebenen Einheiten in britischen Diensten wurden inzwischen deutlich verbessert. Hierzu zählen ein neues Minenjagdsonar vom Typ 2193 und ein NAUTIS-3-Führungssystem. Typ 2193 soll das weltweit leistungsfähigste Minenjagdsonar sein, das Objekte bis zur Größe eines Fußballs noch in 1.000 Metern Entfernung entdecken und klassifizieren kann. Eine weitere Neuerung ist das Seafox-System, ein vollautonomes System zur Minenvernichtung, welches Minen in bis zu 300 Meter Wassertiefe bekämpfen kann.

## Einheiten
Vereinigtes Königreich
Die noch verbliebenen Einheiten sind im Wesentlichen im südenglischen Portsmouth beheimatet.
| Kennung | Name             | Stapellauf         | In Dienst         | Außer Dienst      | Verbleib                              |
| ------- | ---------------- | ------------------ | ----------------- | ----------------- | ------------------------------------- |
| M29     | HMS Brecon       | 1978               | 18. Dezember 1979 | 19. Juli 2005     | Trainingsschiff in Torpoint, Cornwall |
| M30     | HMS Ledbury      | Dezember 1979      | 11. Juni 1981     |                   | aktiv                                 |
| M31     | HMS Cattistock   | 22. Januar 1981    | 5. März 1982      |                   | aktiv                                 |
| M32     | HMS Cottesmore   | 9. Februar 1982    | 24. Juni 1983     | September 2005    | an Litauen (Skalvis)                  |
| M33     | HMS Brocklesby   | 12. Januar 1982    | 3. Februar 1983   |                   | aktiv                                 |
| M34     | HMS Middleton    | 27. April 1983     | 4. Juli 1984      |                   | aktiv                                 |
| M35     | HMS Dulverton    | 1982               | 1983              | 2004              | an Litauen (Kuršis)                   |
| M36     | HMS Bicester     | 4. Juni 1985       | 1988              | 2000              | an Griechenland (Europa)              |
| M37     | HMS Chiddingfold | Oktober 1983       | Oktober 1984      |                   | aktiv                                 |
| M38     | HMS Atherstone   | 1. März 1986       | 17. Januar 1987   | 14. Dezember 2017 | aufgelegt                             |
| M39     | HMS Hurworth     | 25. September 1984 | 2. Juli 1985      |                   | aktiv                                 |
| M40     | HMS Berkeley     | 3. Dezember 1986   | 1986              | 2000              | an Griechenland (Kallisto)            |
| M41     | HMS Quorn        | 23. Januar 1988    | 1989              | 14. Dezember 2017 | aufgelegt, an Litauen (Quorn)         |

 Griechenland
Griechenland erwarb 2001 zwei Boote, die beide in Salamis beheimatet sind.
| Kennung | Name                | In Dienst | Außer Dienst | Verbleib       |
| ------- | ------------------- | --------- | ------------ | -------------- |
| M62     | Europa (ΕΥΡΩΠΗ)     |           |              | aktiv          |
| M63     | Kallisto (ΚΑΛΛΙΣΤΩ) |           |              | 2020 havariert |

 Litauen
Litauen erwarb im Jahr 2008 zwei Boote, die nach einer Modernisierung im Winter 2010/2011 zugingen und in Klaipėda beheimatet sind. Diesen folgte später ein drittes Boot, dass aktuell (Stand 2023) noch nicht in Dienst gestellt wurde.
| Kennung | Name    | In Dienst | Außer Dienst | Verbleib |
| ------- | ------- | --------- | ------------ | -------- |
| M53     | Skalvis | 2011      |              | aktiv    |
| M54     | Kuršis  | 2011      |              | aktiv    |